# Charles de Mayenne
Pour les articles homonymes, voir Charles de Lorraine et Mayenne.
Charles (II) de Lorraine, duc de Mayenne, né le 26 mars 1554 à Alençon et mort le 3 octobre 1611 à Soissons, est un noble français de la maison de Guise et un chef militaire de la Ligue pendant les guerres de Religion.
Il est le frère cadet du duc Henri de Guise. Capitaine de guerre durant les guerres de Religion, il participe à plusieurs campagnes militaires sous le règne d'Henri III. Gouverneur de Bourgogne, il possède à la cour de France la charge honorifique de grand chambellan. Après l'assassinat de ses frères en 1588, il prend la tête de la Ligue mais, à la suite de plusieurs défaites (Arques, Ivry, Fontaine-Française), il fait sa soumission au roi Henri IV en 1595.

## Biographie
Il est le second fils de François Ier, duc de Guise, et d'Anne d'Este, et donc le frère cadet d’Henri Ier de Guise le Balafré. Il est également le frère cadet de Catherine de Lorraine et le frère aîné du cardinal Louis de Lorraine. Il eut deux demi-frères par sa mère : Charles-Emmanuel de Savoie et Henri Ier de Savoie-Nemours.

### Le capitaine obéissant du roi
Impatient de se battre, Charles quitte à 18 ans le royaume de France pour aller affronter les Turcs au sein de la Sainte-Ligue. Il arrive trop tard pour participer à la bataille de Lépante. De retour dans son pays, il bénéficie de la mort de son oncle Claude de Lorraine en le remplaçant comme gouverneur de Bourgogne et grand chambellan du roi. Cette même année, en 1573, Charles IX érige son marquisat de Mayenne en duché-pairie.
En 1576, son mariage avec Henriette de Savoie-Villars, fille du maréchal de Villars, lui assure d'importantes ressources. Quand son beau-père meurt, le duc de Mayenne hérite de sa charge d'amiral de France qu'il tient jusqu'en 1582, quand le duc de Joyeuse, l’un des deux « archimignons » d’Henri III, lui est préféré.
Lors des guerres de Religion, il se montre un obéissant commandant de l'armée royale. Il prend Brouage, place forte huguenote lors de la sixième guerre de Religion (1577), enlève La Mure aux protestants du Dauphiné en 1580 lors de la septième et mène avec difficulté le long et violent siège de Castillon-la-Bataille en 1586.

### Le Ligueur

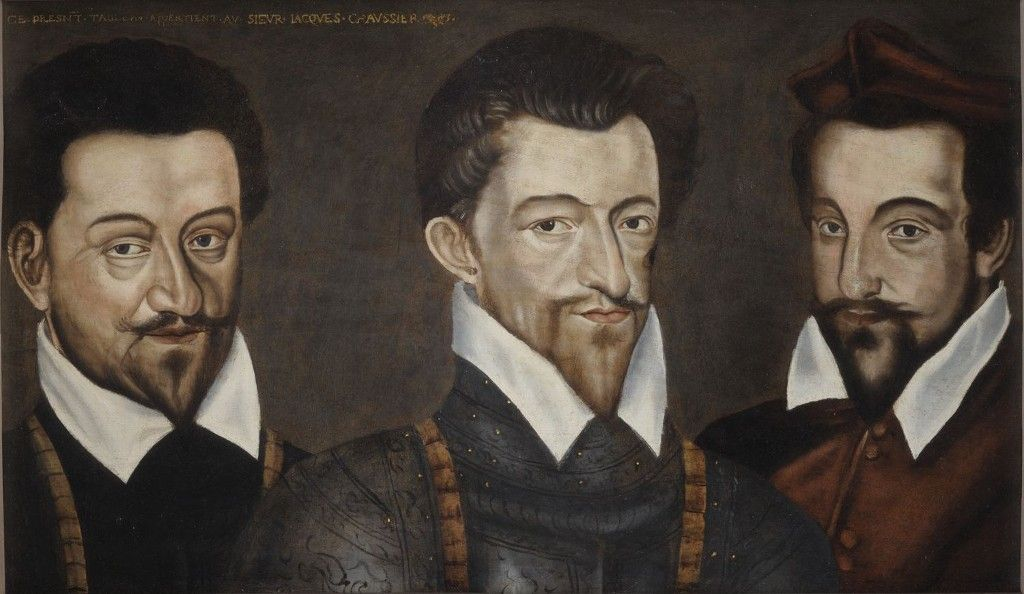
Les trois frères : Charles, duc de Mayenne, Henri, duc de Guise, Louis, cardinal de Guise.
Musée des beaux-arts de Blois, 4e quart du XVIe siècle.

Dès 1584, Henri de Guise refonde la Ligue pour en prendre la tête. Ses frères dont le duc de Mayenne le soutiennent. Ensemble, ils signent le mystérieux traité de Joinville le 17 janvier 1585, une alliance entre l'Espagne et les Guise dans le but de soutenir les prétentions du cardinal de Bourbon à la succession au trône de France,. Pour les conjurés, il est hors de question d'accepter le protestant Henri de Navarre comme successeur.
Le roi Henri III maintient toutefois Charles dans un commandement militaire. Accompagné de Matignon, le Ligueur est envoyé combattre les protestants dans l'Ouest et le Sud-Ouest (Dordogne, Montségur). Il se trouve en Dauphiné quand il apprend l'assassinat de ses deux frères les 23 et 24 décembre 1588. Après s'être assuré du soutien de la Bourgogne, son gouvernement, il se dirige vers Paris, où les Ligueurs, en quête d'un nouveau chef, l'attendent impatiemment.
Dans la capitale, le duc de Mayenne, paré du titre inédit de lieutenant général de l'État et Couronne de France, met en place un véritable contre-État ligueur, notamment en s'entourant d'un conseil de gouvernement,. Il s'appuie sur le Conseil général de l'Union, cinquante-quatre représentants de la noblesse, du clergé et du tiers état. Henri III essaie de négocier avec ce nouveau chef de la Ligue. En vain. Le roi faillit même être capturé par son adversaire à Tours. Le duc de Mayenne échoue cependant à empêcher le souverain et Henri de Navarre à s'approcher de Paris pour en faire le siège. Il se résout, semble-t-il, à organiser l'assassinat d'Henri III, par le religieux Jacques Clément. Le roi meurt d'un coup de couteau le 2 août 1589. Le contesté Henri de Navarre lui succède sous le nom d'Henri IV.
Henri IV vainc Charles de Mayenne à Arques (1589) et à Ivry (1590) mais le duc, aidé par des secours espagnols, tient le principal : Paris. Encore doit-il gérer son alliance avec les autorités parisiennes, notamment le Conseil des Seize. En décembre 1591, il fait pendre les dirigeants les plus extrémistes de la Ligue parisienne qui, eux, venaient de faire pendre Barnabé Brisson, premier président du Parlement de Paris, scellant ainsi la rupture entre la Ligue nobiliaire et la Ligue urbaine. En juin 1592, il convoque les états généraux qui se réunissent à Paris en 1593 afin de désigner un souverain catholique à la place d'Henri IV. Mayenne aurait présenté sa candidature. Ses manœuvres échouent notamment parce que le Béarnais fait savoir son désir de se convertir.
L'abjuration d'Henri IV réduit les oppositions, notamment celle des Parisiens. Charles de Mayenne abandonne la capitale, qui ouvre ses portes au roi le 22 mars 1594.
En 1594, il vend à Urbain de Laval-Boisdauphin la baronnie de Sablé, qui faisait partie du duché de Mayenne pour 90 000 livres.
Le Ligueur se réfugie dans son gouvernement de Bourgogne qu'il espère transformer en fief héréditaire. En 1595, une grosse armée espagnole que rejoint la petite troupe de Mayenne entre en Bourgogne. Face aux deux alliés, Henri IV remporte une nouvelle victoire, à la bataille de Fontaine-Française, près de Dijon (5 juin 1595). Cette défaite, la perte de la Bourgogne et le ralliement de nombreux princes incitent Mayenne à faire acte de soumission solennelle à Henri IV en novembre 1595. Ce ralliement, négocié, donne lieu à un traité : l'édit de Folembray (janvier 1596). Par ce texte, Mayenne et les princes de Lorraine sont lavés de l'accusation de régicide à l'encontre d'Henri III. Le gouvernement de la Bourgogne est retiré à l'ancien chef de la Ligue en contrepartie de celui d'Île-de-France, moins Paris. Une belle compensation financière, la remise de trois places de sûreté (Seurre, Soissons, Chalon-sur-Saône) pour six ans et le maintien de son titre honorifique de grand chambellan assurent une sortie honorable au rebelle. Preuve de son retournement, dès l'année suivante il combat ses anciens alliés, les Espagnols, près d'Amiens.
Il acquiert l'hôtel de Mayenne à Paris en 1605.

## Portrait

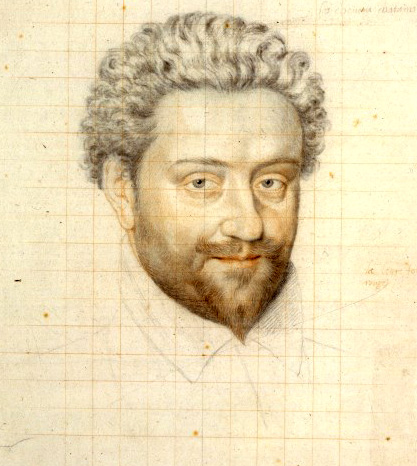
Charles de Mayenne.

Au point de vue militaire, c'est un capitaine expérimenté mais dépourvu de génie. Ses défaites lors des batailles d'Arques et d'Ivry en dépit d'une nette supériorité numérique, démontrent de piètres qualités militaires mais, à sa décharge, la faible qualité de ses soldats, notamment les milices urbaines, ne l'aide pas dans ces moments critiques. Au fil de sa carrière, le duc s'affirme de plus en plus brutal.
Bien que Charles se montre solidaire de ses frères, Louis de Guise et Henri de Guise, dans la défense du lignage et le combat politique, une sourde rivalité point entre ce dernier et lui à partir de 1584. Autant Henri a du charisme et des manières agréables, autant Charles séduit difficilement les foules d'autant qu'il s'empâte et acquiert une réputation de pingrerie,. Sans grand sens politique, ni esprit de décision, il est défiant et rusé.
Selon un souvenir de Sully, Henri IV s'amusa lors de la soumission de Mayenne à lui faire visiter le château de Montceaux au pas de charge. Le duc, obèse et souffrant d'une sciatique, en perdit le souffle.

## Mariage et descendance
Il a épousé, le 6 août 1576, Henriette de Savoie-Villars († 1611), fille du maréchal de Villars. De cette union, naquirent :
- Henri (° 1578 † 1621), duc de Mayenne et d'Aiguillon ;
- Charles Emmanuel (° 1581 † 1609), comte de Sommerive ;
- Catherine (° 1585 † 1618), mariée en 1599 à Charles Ier Gonzague (° 1580 † 1637), duc de Mantoue ;
- Renée († 1638), mariée en 1613 à Mario II Sforza di Santa Fiora (it) (° 1594 † 1658), duc d'Ognano et de Segni, comte de Santa Fiora.